# Инженерная физика
Инженерная наука или инженерная физика — комбинированная дисциплина, совмещающая в себе элементы физики, математики, химии, биологии и инженерии, особое внимание уделяя компьютерным методам вычисления, ядерной физике, электротехнике, электронике, аэрокосмической инженерии, материаловедению и машиностроению. Благодаря научному методу как основе, инженерная физика ищет способы применения, проектирования и разработки новых технических решений.

## Общие сведения
В отличие от традиционных инженерных дисциплин, инженерная физика не обязательно ограничивается определённой отраслью науки, техники или физики. Вместо этого инженерная физика предназначена для обеспечения более тщательного изучения прикладной физики для выбранной специальности, в качестве которой могут выступать оптика, квантовая физика, материаловедение, прикладная механика, электроника, нанотехнологии, микротехнология, микроэлектроника, вычислительная техника, фотоника, машиностроение, электрика. инженерия, ядерная инженерия, биофизика, теория управления, аэродинамика, энергетика, физика твердого тела и др. Дисциплина, посвящена созданию и оптимизации инженерных решений путем углубленного понимания и комплексного применения математических, научных, статистических и инженерных принципов. Дисциплина также предназначена для кросс-функциональности и устраняет разрыв между теоретической наукой и практической инженерией с упором на исследования и разработки, дизайн и анализ.
Примечательно, что во многих языках термин «инженерная физика» переводится на английский как «техническая физика». В некоторых странах и то, что можно было бы перевести как «инженерная физика», и то, что можно было бы перевести как «техническая физика», являются дисциплинами, ведущими к получению ученых степеней, причем первая специализируется на исследованиях в области ядерной энергетики, а вторая — ближе к инженерной физике. В некоторых учебных заведениях специальность инженерная (или прикладная) физика является дисциплиной или специализацией в области инженерных или прикладных наук.
Во многих университетах программы инженерных наук могут предлагаться на уровне бакалавриата технических наук, бакалавра наук., магистратуры. и к.т. н. Обычно основу учебной программы составляют базовые и продвинутые курсы математики, физики, химии и биологии, в то время как факультативные области могут включать гидродинамику, квантовую физику, экономику, физику плазмы, теорию относительности, механику твердого тела, исследование операций и количественные финансы, информационные технологии и инженерию, динамические системы, биоинженерию, экологическую инженерию, вычислительную инженерию, инженерную математику и статистику, твердотельные устройства, материаловедение, электромагнетизм, нанонауку, нанотехнологии, энергию и оптику.
В то время как типичные инженерные программы (бакалавриат) обычно сосредоточены на применении установленных методов для проектирования и анализа инженерных решений в определённых областях (например, гражданского строительства или машиностроения), программы инженерных наук (бакалавриат) сосредоточены на создании и использование более совершенных экспериментальных или вычислительных методов там, где стандартные подходы недостаточны (например, разработка технических решений современных проблем в области физических наук и наук о жизни путем применения фундаментальных принципов).

## Карьера
Квалифицированные инженеры-физики со степенью в области инженерной физики могут профессионально работать инженерами и / или физиками в высокотехнологичных отраслях и за их пределами, становясь экспертами в различных инженерных и научных областях.

## Специализации
| - Физика ускорителей - Акустика - Aerospace Systems and Аэродинамика - Агрофизика - Analog electronics - Антигравитация - Прикладная математика - Прикладная механика - Искусственный интеллект - Астродинамика - Атомно-силовая микроскопия and imaging - Звукорежиссура - Баллистика - Биомеханика - Биосенсоры and bioelectronics - Биофизика - Нанобиотехнология - Химическая технология - Химическая физика - Communication physics - Вычислительная физика - Компьютерная инженерия - Компьютерное зрение - Композитные материалы - Теория управления - Криогеника - Кибернетическая физика - Интеллектуальный анализ данных - Цифровые технологии - Цифровая обработка сигналов - Оружие направленной энергии - Эконофизика - Электротехника - Электрический ракетный двигатель - Электрохимия - Электромагнетизм - Electromagnetic propulsion - Радиоэлектроника - Встраиваемая система - Energy Engineering - Оптоволоконные системы - Финансовый инжиниринг - Гидроаэродинамика - Геоинженерия - Геофизика - ICT and Интернет инжиниринг - Теория информации - Instrumentation and control - Смешанная реальность and Виртуальная реальность - Лазерная физика - Материаловедение - Машиностроение - Мехатроника - Медицинская физика | - Metallurgy - Metamaterials - Metrological physics - Microelectronics - Microfluidics, MEMS, and MOEMS - Microfabrication - Microprocessor design - Microwave Engineering - Nanotechnology - Neural engineering - Neuromorphic engineering - Neurophysics - Nondestructive testing - Nuclear electromagnetic pulse (NEMP) engineering - Nuclear engineering - Nuclear technology - Optical engineering - Photonics and Plasmonics - Physics engine and Physics processing unit design - Physical neural networks - Plasma physics - Polymer science - Power electronics - Psychoacoustics - Psychophysics - Quantitative finance - Quantum electronics - Quantum information - Quantum technology - Radar and Lidar - Radio-Frequency Engineering - Robotics and Machine learning - Renewable Energy - Semiconductor physics and devices - Sensor Fusion - Software Development - Soil physics - Solid-state physics - Sonar - Social physics - Space physics - Space technology - Spacecraft Propulsion - Spintronics, spin engineering - Statistical mechanics - Stealth technology - Systems engineering - Systems biology - Superconductors - Thin films and nanostructured materials - Vehicle dynamics - Wind engineering |